# Kouibly
Kouibly est une localité située à l'ouest de la Côte d'Ivoire, dans la Région des Dix-Huit Montagnes. La localité de Kouibly est un chef-lieu de commune, de sous-préfecture et de département.

## Origine
Kouibly est un mot composé de deux racines en langue wê. « Koui » qui signifie « Blanc », et « bli » ou « bly » qui fait référence à la préposition « chez ». Littéralement Kouibly signifie « Chez les blancs ». Cette localité doit son nom aux colons qui affluaient en ces lieux dans cette Afrique coloniale. 
La date de création de cette localité reste encore flou à cause de l’oralité de la tradition africaine. Toutefois, selon les témoignages des anciens, et sources locales, elle se situe dans l’Afrique précoloniale. À cette époque, cet amas de foret dense et inhabité abondait de pachyderme, principalement les éléphants prisés pour leurs ivoires. Trois chasseurs, Dji, Mian, et Baï originaire de Keitchranbly, s’y installeront pour commercer l’ivoire, et feront par la suite venir leur famille de Keitchranbly, ce qui donnera naissance au village de miambly en honneur à mian. Ensuite, le village s’appellera Baibly en honneur à Baï. 
À l’arrivée des colons, ils nommeront le village Kouibly.

## Sports
La ville dispose d'un club de football, le Kouibly FC, qui évolue en Championnat de Division Régionale, équivalent d'une « 4e division » .

## Personnalités
Au titre des personnalités originaires de Kouibly nous avons  l' administrateur civil M.Goi Antoine qui a été préfet de région. Il y a également l'ancien maire de Kouibly, l'ophtalmologue Dr Guéi Massa, sans oublier un autre qui fut aussi maire de la ville de Kouibly M. Gbougbéi Benoît Lamine.